# Fallschirmspringerabzeichen

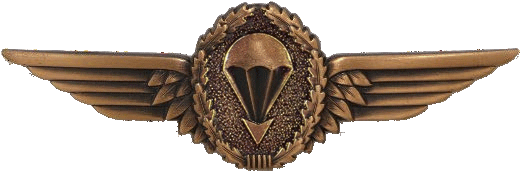
Fallschirmspringerabzeichen der Bundeswehr in Bronze

Das Fallschirmspringerabzeichen der Bundeswehr ist ein  Sonderabzeichen als Funktionsabzeichen, das für eine bestimmte Anzahl an Sprüngen mit einem Fallschirm aus den Luftfahrzeugen der Bundeswehr verliehen wird. Sprünge aus anderen Luftfahrzeugen können anerkannt werden.
Die Stufe I in Bronze wird nach erfolgreichem Bestehen des Fallschirmspringerlehrgangs an der Luftlande- und Lufttransportschule verliehen.
Nach erfolgreichem Abschluss des Fallschirmspringerlehrgangs erhalten die Teilnehmer einen Lehrgangsnachweis, der gleichzeitig Besitzzeugnis für das Sonderabzeichen ist.

## Stufen
Das Fallschirmspringerabzeichen wird in drei Stufen vergeben:
| Stufe I   | Bronze | nach 5 Sprüngen  |
| Stufe II  | Silber | nach 20 Sprüngen |
| Stufe III | Gold   | nach 50 Sprüngen |

## Trageweise
Das Fallschirmspringerabzeichen wird analog zur Trageweise der Tätigkeitsabzeichen über der rechten Brusttasche am Dienstanzug getragen. Dabei gilt die Limitierung ebenfalls.
Die Erlaubnis zum Tragen des Fallschirmspringerabzeichens wird mit der Eintragung und Aushändigung des Militärfallschirmspringerscheins erteilt. 